# 第124师团
第124师团（Dai-hyakunijūyon Shidan）是日本帝国陆军的一个步兵师团。它的代号是远谋兵团（Enbo Heidan）。该师团于1945年1月16日在牡丹江组建。师团的核心是边防第1、2、11团和第111师团的一部分。第124师团最初被分配到第3军。 

## 行动
1945年3月，第124师团调入第5军，前往济州岛接任第111师的职务。第124师团初期兵力和装备都严重不足，炮兵团改为师炮兵连，步兵支援炮也只有常规的一半，机枪弹药严重短缺。到1945年7月，第116炮兵团仅由24门火炮组成，其中包括41式75毫米山地炮、 90式75毫米野战炮和96式15厘米重型榴弹炮。此外，4000多名朝鲜人和中国人被征召并编入师行列，使该师团名义上有充足的战斗力。但关东军大本营估计第124师团仅有35%的战斗力。 
1945年6月，第124师团主要集中在木岭。 
1945年8月9日，苏联入侵满洲。苏军的快速突破，绥芬河的失守使第124师团成为敌进军的首要目标。 当天下午，该师团得到第135师团的两个步兵营增援。
1945年8月10日，为阻止苏联装甲纵队的包围计划，第124师奉命撤退。撤退后，该师获得了新的增援：第20重炮团（7个连）、牡丹江重炮团（8辆45式240毫米榴弹炮从第34军转入）、东宁重炮团（从第3军转入2个连）、第1独立重炮连（150毫米榴弹炮）和第13迫击炮营，共计60门炮。 此外，还增加了2个工兵营和第31独立反坦克营（2个连）。这支部队与整个苏军第5集团军（第2编队）和其他编队对抗，苏军共有12个步兵师和5个装甲旅。
1945年8月12日激战爆发，第273步兵团一天之内几乎全军覆没。苏联红军迅速突破穆岭。但苏军的进攻最终被第5军预备队的特种部队阻挡，但第124师仍在苏军猛烈的进攻下不断溃败。
1945年8月13日，第20重炮团和牡丹江重炮团被苏军歼灭。
1945年8月15日，日本投降。此时，师团集中在宁安。
1945年8月23日，第124师团在宁安正式向红军投降。总共有大约4000人在战斗中和西伯利亚劳改营丧生。